# پیوتر خرتل
پیوتر خِـرتل (لهستانی: Piotr Hertel؛ ‏ ۱۹ مهٔ ۱۹۳۶ – ۱۹ نوامبر ۲۰۱۰) موسیقی‌دان، آهنگساز و نوازنده پیانو اهل لهستان بود. و بیشتر برای فیلم‌های نوجوانان و همچنین کارتون‌ها، موسیقی می‌ساخت.
از فیلم‌ها یا مجموعه‌های تلویزیونی که وی در آن‌ها نقش داشته‌است، می‌توان به عملیات زرادخانه، درست آن سوی این جنگل و خانه اشاره نمود.